# René Courtin
René Courtin (* 27. Juli 1900 in Paris; † 6. Mai 1964) war ein französischer Politiker. Er war ein Wegbereiter bzw. einer der Gründerväter der Europäischen Union.

## Europäische Bewegung
Als französischer Politiker schloss er sich im Zweiten Weltkrieg dem christdemokratischen Milieu von Annecy an und setzte sich im November 1940 mit Pierre-Henri Teitgen, René Capitant, François de Menthon und Paul Coste-Floret zusammen, um die erste Widerstandsbewegung „Liberté“ zu gründen.
Die Widerstandsbewegung „Liberté“ ging später mit Henri Frenay in die Widerstandsgruppe „Mouvement de Libération nationale“ in der gemeinsamen Résistancegruppe Combat auf. Als überzeugter Europäer setzte sich René Courtin in Frankreich sehr stark für vereintes Europa ein, das durch die „Europäische Bewegung“ später Wirklichkeit wurde.
Am 1. Juni 1947 gründete René Courtin mit seinen Freunden, Pierre-Henri Teitgen, Denis de Rougemont und André Siegfried, den „Rat für eine europäische Bewegung“ (Conseil francais pour l´Europe unie), der sich noch im selben Jahr mit der britischen Europäischen Bewegung als deren französische Sektion vereinigte. Im selben Jahr 1947 gründete René Courtin mit Gleichgesinnten wie Paul Reynaud, Paul Ramadier, Pierre-Henri Teitgen, Denis de Rougemont, Henri Lauga, Konrad Adenauer  und André Siegfried, den europäischen christlichen Verband: Nouvelles Equipes Internationales (NEI).
1953 verschmolz der Conseil francais pour l´Europe unie als französische Sektion mit der britischen Europäischen Bewegung.
Es war ihrer Meinung nach „an der Zeit, Europa zu beweisen, dass es nicht nur das amerikanische und russische System gibt, und endlich ein lebensfähiges Gleichgewicht zwischen den zwei Freiheits- und Gemeinschaftskonzepten vorzuschlagen.“ Die Gruppe radikalerer Föderalisten wurde von René Courtin angeführt.
Als Mitglied der so genannten Reformgründer wollte er mit anderen den Europäischen Traum verwirklichen und Einfluss darauf ausüben. Sein Ziel waren die „Vereinigten Staaten von Europa“ mit einem wirklich politischen Aufbau und einer verfassungsgebenden Versammlung. Jean Monnet und Robert Schuman, die eine sektorielle, begrenzte und fortlaufend wachsende Konstruktion durch die Wirtschaft wollten, enttäuschten René Courtin und Denis de Rougemont. Courtin fand die dirigistische Wirtschaftsauffassung von Jean Monnet nicht gut und es gab eine Divergenz über den Aufbau der Wirtschaft, denn seiner Meinung nach sollte man der wirtschaftlichen Freiheit mehr Raum lassen.

## Europäische Union Christlicher Demokraten
Die Schaffung zu einer Vereinigung unter den Christdemokraten mit neuen internationalen Teams nahm ab 1947 sein Anfang und im Jahr 1965 erhielt die Vereinigung den europäischen Partei-Namen: „Europäische Union Christlicher Demokraten“. Diese Gruppe radikalerer Föderalisten um René Courtin hatte einen Europäischen Traum, der später Wirklichkeit wurde.

## Mitglied der Gründerväter
René Courtin war ein Mitglied der EU-Gründerväter, denn er warb bei den europäischen Christdemokraten mit einer wirklichen politischen Konstruktion und einer konstituierenden Versammlung. Jean Monnet und Robert Schuman waren demgegenüber zurückhaltender.

## Europäische Verteidigungsgemeinschaft
Courtin hatte sich mit Henri Lauga für die Idee der Europäischen Verteidigungsgemeinschaft (EVG) eingesetzt. René Courtin intervenierte des Öfteren und er versuchte bei den politischen Gruppierungen sein Einfluss auszuüben, um diese für ihn wichtige europäische Institution inhaltlich vorwärts zu bringen. Er wusste, dass am Ende die deutsche Wiederbewaffnung eingeführt werden müsste und besonders hatte er dort mit der EVG ein sehr fortgeschrittenes politisches Projekt für Europa verbunden. Nach der endgültigen Ablehnung des EVG-Vertrags durch das französische Parlament am 30. August 1954 war Courtin enttäuscht.

## Dank für sein Lebenswerk
Nach langer schwerer Krankheit, getragen von einem Mut der Bewunderung hervor rief, war er sich schon lange seiner schwindenden Kraft bewusst und führte aber trotzdem seine Arbeit für die Europäische Union fort. Renè Courtin hinterlässt ein umfassendes Lebenswerk zum steten Streben nach Erneuerung für Europa, wobei seine ersten Arbeiten u. a. auch der Internationalen Arbeitsorganisation (ILO) gegolten hatten.